# Архитектура Афганистана
Периоды развития архитектуры Афганистана органично связаны с историческими периодами развития материальной культуры, поэтому деление происходит на основе исторической хронологии:

## Бронзовый век
- Алтын-Дильяр-тепе

## Античный период (329 г. до н. э. — сер. V века н. э.)
- Эллинистическая архитектура: эпоха Александра Македонского (329—323 гг. до н. э.), Селевкидов (ок. 300—250 гг. до н. э.), Греко-Бактрийского царства (приблизительно 250—135 гг. до н. э.)

- - Баграм — предположительно руины города Александрия Кавказская
  - Старый Кандагар — место, на котором располагался город Александрия в Арахозии

- - Ай-Ханум — руины крупного города, культурной метрополии Греко-Бактрии
  - Балх — городские стены крупнейшего античного города, столицы Бактрии, остатки жилой застройки (исследуются с 2002 г.)

- Переходный период: адаптация эллинистической архитектуры к запросам новых владетелей страны — тохаров, до образования единой империи Великих Кушан (приблизительно 135 г. до н. э. — сер. I в. н. э.):
  - Ай-Ханум II — круглый город кочевников на берегу Пянджа
  - Емши-тепе — круглый город кочевников в провинции Балх.

- Архитектура Кушанской империи (сер. I в. — сер III в.)
  - Сурх-Коталь — династийный храм Великих Кушан
  - Хадда — крупный комплекс буддийских монастырей
  - Дильберджин — небольшой город.

- Поздне-античная архитектура (III—V века)

## Мусульманская архитектура
- - Домонгольский и монгольский период (VII — кон. XIV веков)
  - Архитектура эпохи Тимура и Тимуридов (кон. XIV — нач. XVI веков)
    - Мавзолей Абу-Али Наср Парса в Балхе

  - Позднесредневековая архитектура (нач. XVI — 1919 г.)
    - Голубая мечеть в Мазари-Шерифе
    - Мавзолей Ахмад-Шаха Дуррани в Кандагаре